# Thales Ramalho
Thales Bezerra de Albuquerque Ramalho (João Pessoa, 7 de julho de 1923 — Recife, 15 de agosto de 2004) foi um político brasileiro.
Bacharel em Direito pela Faculdade de Direito do Recife, faria em Pernambuco sua carreira política. Integrou como secretario o  governo de Cordeiro de Farias (1958/59). Filiado ao PSD, mesmo como suplente exerceu o mandato de deputado estadual. Em 1966 se elegeria deputado federal, já pelo MDB, sendo reeleito consecutivamente em 1970, 1974, 1978 e 1982. Em 1980 fez parte do Partido Popular, que com a incorporação ao PMDB, Thales migrou para o PDS. Renuncia ao mandato em 19 de fevereiro de 1986 para assumir o cargo de ministro do Tribunal de Contas da União. Cadeirante, defendeu os direitos dos deficientes.